# Петрозаводский феномен
Петрозаво́дский фено́мен («Петрозаво́дское ди́во») — ряд явлений, воспринятых наблюдателями как аномальные (наблюдения световых явлений, принятых за НЛО, и появление отверстий в окнах зданий), произошедших в период с сентября 1977 года по февраль 1978 года на северо-западе СССР, особенно характерно проявившихся 20 сентября 1977 года в городе Петрозаводске.
Явление наблюдалось большим числом очевидцев. Сообщения о нём были опубликованы как в местной, так и в центральной прессе («Ленинская правда», «Правда», «Труд», «Социалистическая индустрия», «Известия» и др.), что дало толчок советской общественности к изучению необъяснимых явлений.
Первоначально феномен был объяснён как неизученное природное явление, а много позже (в эпоху гласности) — деятельностью военного и особо засекреченного в то время космодрома Плесецк и пуском с него спутника «Космос-955», а также неудачным пуском баллистической ракеты, проводившимся неподалёку примерно в это же время и вызвавшим ряд дополнительных эффектов.

## Световое явление
20 сентября 1977 года примерно с 4:00 до 4:20 утра (по московскому времени) в северо-восточной части неба в Петрозаводске и в других населённых пунктах Карелии (Сортавала, Леппясюрья, Лехта и др.), а также в Ленинграде и Ленинградской области (в частности, в Пулковской обсерватории и аэропорту Пулково), в Псковской области, в Прибалтике и в Финляндии (Хельсинки, Нурмиярви и др.) наблюдался объект, от которого отходили довольно длинные светящиеся полосы, из-за чего он напоминал медузу или осьминога. Цвета указываются разные: белый, жёлтый, багровый, синеватый и даже зелёный. Звукового сопровождения не было. В самом Петрозаводске имеются свидетельства около 100 человек; большинство жителей в это время ещё спали. Описания явления очень похожи на наблюдаемые в районе Байконура старты космических ракет: так, вечером 15 декабря 2015 года ракету-носитель «Союз-ФГ» наблюдали на огромной площади сразу в нескольких городах Сибири.
В этот день именно в 4:01 московского времени (01:01 UTC) с космодрома Плесецк, находящегося к северо-востоку от Петрозаводска, был запущен спутник радиоэлектронной разведки «Космос-955». При запуске ракета-носитель «Восток-2М» двигалась на северо-восток, чтобы вывести спутник на околополярную орбиту (наклонение орбиты 81,2°). В верхних слоях атмосферы оставался характерный многопучковый след из струй продуктов сгорания, выбрасываемых пятью двигателями ракеты, освещённый из-за горизонта восходящим солнцем; в Петрозаводске и других местах к юго-западу от Плесецка этот след наблюдался как своеобразная светящаяся «медуза» на фоне тёмного неба на северо-востоке. Угловая высота центра «медузы» над горизонтом сначала увеличивалась по мере подъёма ракеты, затем стала уменьшаться из-за удаления ракеты от места запуска, что было интерпретировано некоторыми наблюдателями как приближение и последующее удаление (хотя азимут полёта в действительности оставался неизменным).
Петрозаводский феномен иностранными исследователями сразу же был связан с запуском спутника «Космос-955». Отмечалось также, что аналогичное явление наблюдалось в Швеции и Финляндии при запуске из Плесецка метеоспутника «Метеор-1-2» 6 октября 1969 года в 4:41 мск (01:41 UTC) на орбиту с тем же наклонением — иными словами, в почти одинаковых условиях по времени, освещённости и траектории, с помощью того же «Востока-2М». Кроме того, Джейм Оберг, эксперт по космонавтике из Хьюстона, сообщил, что наблюдения аналогичных явлений (с учётом также возможной облачности) не происходят во время каждого запуска: осуществившееся для Петрозаводского феномена сочетание азимута запуска, высоты, условий освещённости на траектории, типа ракеты-носителя на этот момент сошлось лишь в четвёртый раз, несмотря на достаточно большую частоту запусков из Плесецка (на 1977 год это был наиболее загруженный космодром Земли, с него было осуществлено около 40% всех запусков).
В советской открытой печати «Петрозаводский феномен» объяснялся не запуском спутника, а возможным падением метеорита или входом в плотные слои атмосферы остатка искусственного спутника или ракеты-носителя, поскольку на тот момент советскими властями официально существование космодрома Плесецк не признавалось.
О явлении 23—24 сентября (спустя 3—4 дня) сообщали ряд центральных и местных газет. Наиболее полное расследование в 1977 году провел научный сотрудник ГАИШ кандидат физико-математических наук Л. М. Гиндилис с группой коллег. Он собрал множество свидетельств очевидцев, связался с сотрудниками Петрозаводского государственного университета. В итоге он счёл версию о пролёте ракеты недостаточной для объяснения всех наблюдаемых явлений; однако дело осложнялось разногласиями в свидетельствах очевидцев (некоторые наблюдали несколько объектов, приводились разные данные о светимости объекта, направлении его движения, высоте и пр.) и отсутствием фотографий и документальных данных.
Летом 1978 года исследование Петрозаводского государственного университета по определению пространственного положения объекта, основанное на сопоставлении местонахождения очевидцев и точек неба, в которых они его наблюдали, дало оценку высоты пролёта в 6—15 км, что не соответствует версии о ракете, но не может объяснить наблюдения в Ленинградской области и Финляндии (если только не предположить, что было несколько одинаковых объектов).
На космодроме Плесецк никаких комментариев по этому случаю не давали — военные космические проекты в то время были строго секретными, известно только время запуска спутника, который запустили в эту же ночь, в 4 утра.

## Отверстия в окнах
Имеются свидетельства около 15 жителей Петрозаводска о том, что с октября 1977 по начало 1978 года в окнах их квартир, расположенных в многоэтажных зданиях в разных районах города, по неизвестной причине появились отверстия. Некоторые отверстия были неправильной формы, некоторые — почти идеально круглые, с оплавленными или отшлифованными краями. В доме 12 по улице Дзержинского в новогоднюю ночь 1 января 1978 года были повреждены окна сразу в 4 квартирах, некоторые жильцы в это время слышали взрыв. Согласно заключению экспертизы, проведенной весной 1978 года, отверстия появились в результате выстрелов из рогатки, травматического пистолета или духового ружья. Л. М. Гиндилис был не согласен с этими выводами, при этом отрицал связь появления отверстий непосредственно с явлениями 20 сентября. Позже появилась легенда, в 2011 году подогретая репортажем телеканала РЕН ТВ, о том, что якобы 20 сентября НЛО «просканировало» лучами весь город, и эти лучи оставили отверстия в стеклах сотен домов, которые экстренно были заменены военными, наводнившими Петрозаводск. Однако это было не так — случаев было мало, и они регистрировались на протяжении 3—4 месяцев, а не в одну ночь; активности военных в связи с инцидентами не было замечено.